# Pandharkaoda
Pandharkaoda (o Pandharkawada, Pandharkawda) è una città dell'India di 26.567 abitanti, situata nel distretto di Yavatmal, nello stato federato del Maharashtra. In base al numero di abitanti la città rientra nella classe III (da 20.000 a 49.999 persone).

## Geografia fisica
La città è situata a 20° 1' 0 N e 78° 31' 60 E e ha un'altitudine di 240 m s.l.m..

## Società

### Evoluzione demografica
Al censimento del 2001 la popolazione di Pandharkaoda assommava a 26.567 persone, delle quali 13.599 maschi e 12.968 femmine. I bambini di età inferiore o uguale ai sei anni assommavano a 3.383, dei quali 1.784 maschi e 1.599 femmine. Infine, coloro che erano in grado di saper almeno leggere e scrivere erano 19.597, dei quali 10.826 maschi e 8.771 femmine.